# Traité de Passarowitz
 (février 2023).
Si vous disposez d'ouvrages ou d'articles de référence ou si vous connaissez des sites web de qualité traitant du thème abordé ici, merci de compléter l'article en donnant les références utiles à sa vérifiabilité et en les liant à la section « Notes et références ».

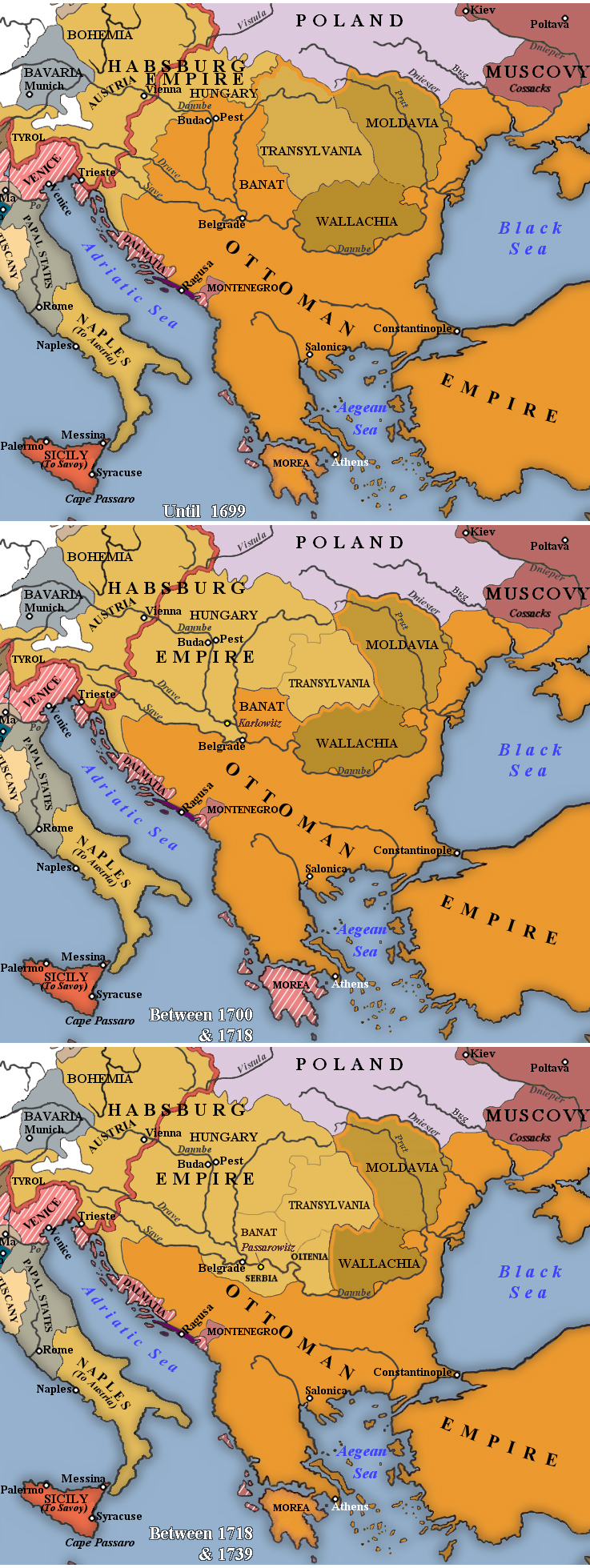
L'Europe du Sud-Est avant et après le traité de Passarowitz (milieu et bas).

La paix de Passarowitz du 21 juillet 1718 est le traité qui met fin à la guerre de 1714-1718 entre l'Empire ottoman et la république de Venise commencée en 1714. Le Saint-Empire était intervenu aux côtés des Vénitiens en avril 1716. 
Le traité est signé dans la ville serbe de Požarevac (connue des historiens sous son nom allemand de Passarowitz) par Ibrahim Aga et Mehmed Aga, représentants du sultan ottoman Ahmed III, par le baron Damian Hugo von Virmont (de) et le comte Talman, représentants de l'empereur Charles VI, par Carlo Ruzzini pour Venise et par le chevalier Robert Sutton (en) et le comte de Collyer représentant la médiation de la Grande-Bretagne et de la Hollande. Quelques jours après, la république de Venise signe un traité avec les représentants du sultan.

## La situation
De 1714 à 1718, les Turcs mènent des actions militaires victorieuses contre Venise en Morée et en Crète, mais ils sont battus par les Vénitiens devant Corfou (été 1716) et balayés par l'armée impériale sous le commandement du prince Eugène de Savoie lors des batailles de Petrovaradin (5 août 1716), de Timișoara (en) (1er octobre 1716) et de Belgrade (18 août 1717).

## Le contenu du traité

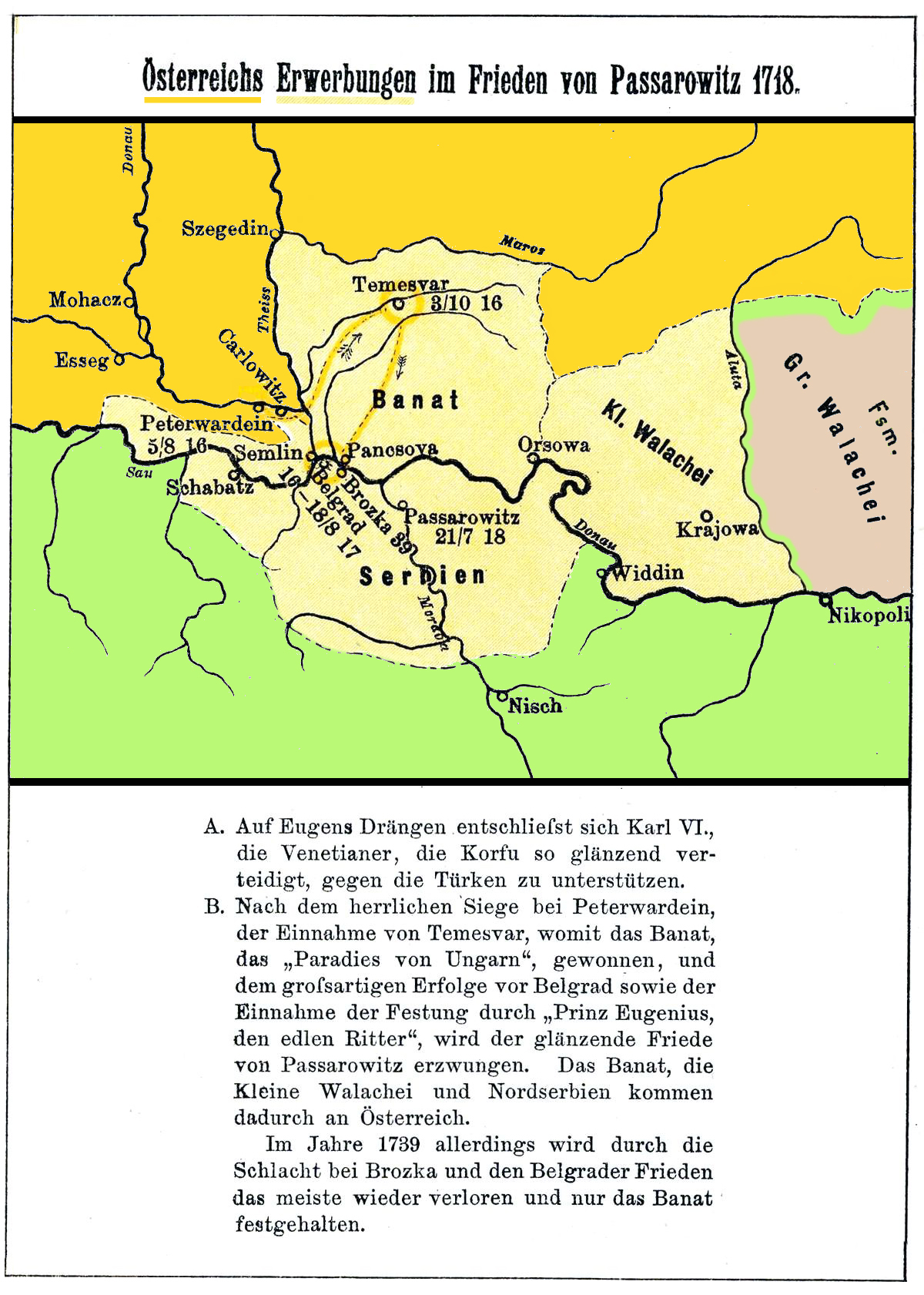
Le traité de Passarowitz et ses conséquences le long du Danube.

Sur la base de ces opérations militaires, la paix de Passarowitz se limite à consolider une série de modifications territoriales, sur la base du principe de l'Uti possidetis juris :
- l'Empire ottoman doit céder à la monarchie des Habsbourg le Banat, la Serbie septentrionale (y compris Belgrade), une bande de territoires bosniaques au sud de la Save et l'Olténie valaque (au grand dam de l'hospodar de Valachie, Jean Mavrocordat, qui est amputé d'un tiers de sa principauté alors qu'il était resté fidèle au Sultan ottoman ; toutefois, ces deux derniers territoires sont restitués respectivement aux Ottomans et à la Valachie par le traité de Belgrade en 1739).

- Venise doit rendre aux Ottomans l'île de Sassos et la Morée (péninsule du Péloponnèse qu'elle leur avait pris au traité de Karlowitz, en 1699) mais elle doit aussi leur céder les escales crétoises de Souda et Spinalonga, et de Parga en Épire, que les Vénitiens possédaient depuis la quatrième croisade)[2], conservant en revanche les îles Ioniennes et ses domaines en Dalmatie.

Des accords commerciaux sont signés le 27 juillet qui attribuent aux marchands du Saint-Empire la liberté de commercer dans les territoires de l'Empire ottoman.

## Conséquences

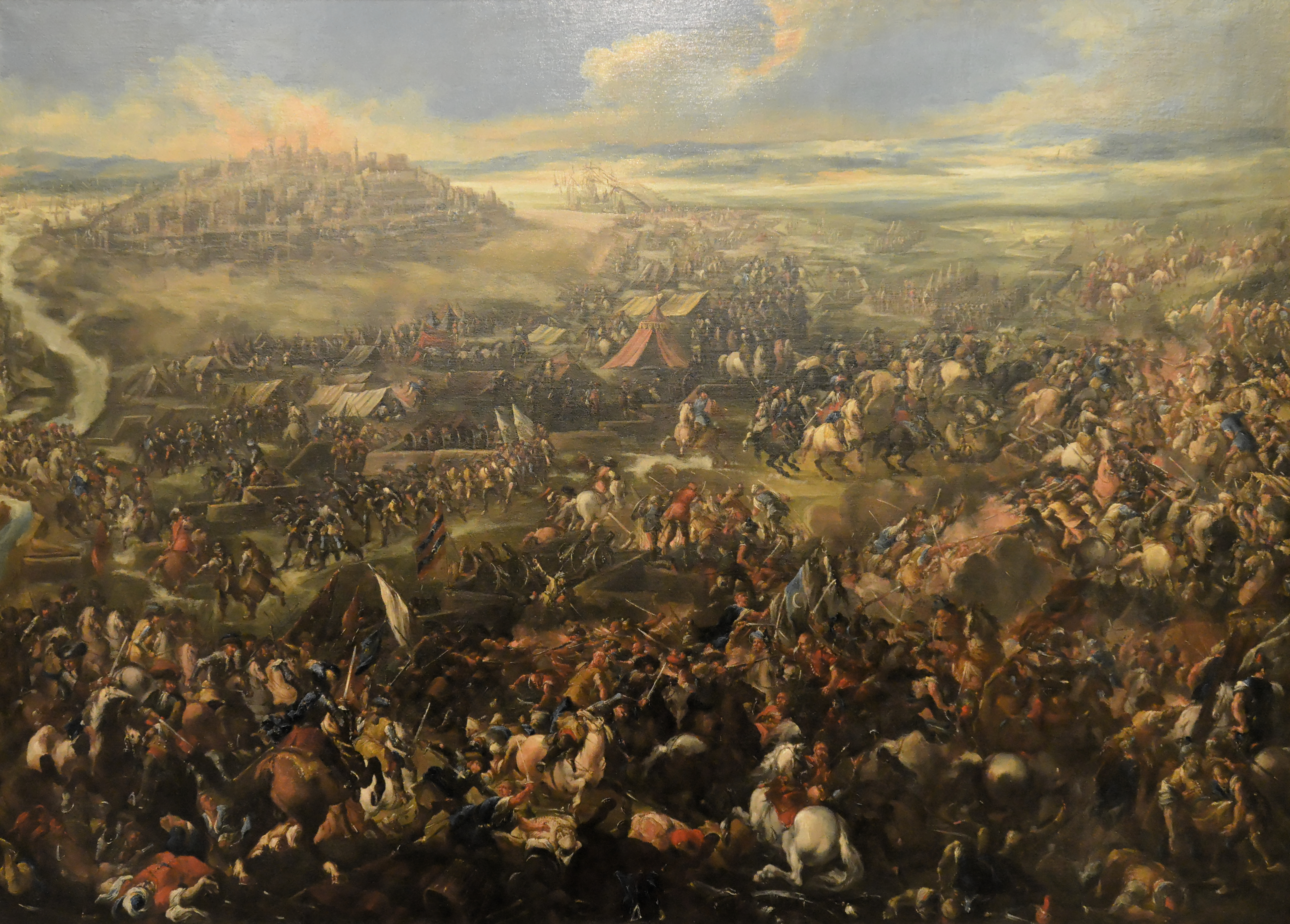
Guerre turco-autrichienne de 1716-1718. Huile sur toile exposée au musée national hongrois.

D'un point de vue politique, la paix de Passarowitz, si elle met fin à une guerre séculaire entre Venise et les Turcs, marque le début du déclin de la Sérénissime et consacre la présence turque en Grèce. Le plus grand succès est remporté par la maison d'Autriche qui atteint sa plus grande extension dans les Balkans.

## Dans les arts
Action de grâces pour la paix de Passarowitz en Serbie (1718) Der Herr Zebaoth ist mit uns composé par Georg Philipp Telemann.